# Backmasking
El backmasking (/bækmɑːskɪŋ/ «enmascaramiento hacia atrás»; adj. backmasked) o retroenmascaramiento, popularmente conocido como «mensajes al revés», es una técnica sonora en la cual, los sonidos son grabados a la inversa sobre una pista musical planeada para ser tocada hacia adelante. El backmasking es un proceso premeditado, siendo así, causa de muchas controversias, especialmente relacionadas con mensajes subliminales en la música rock y pop.

## Historia
La práctica de manipular música grabada comenzó a finales de la década de 1950 con la llegada de la música concreta. Esta forma vanguardista de música electrónica, implicaba la edición conjunta de fragmentos de sonidos naturales y automáticos.
Los Beatles, quienes incorporaron las técnicas de la música concreta dentro de sus grabaciones, fueron los responsables de popularizar el concepto de backmasking. John Lennon experimentó con la cinta de "Tomorrow Never Knows", canción de Revolver, vuelta al revés. Lennon, que en aquellos tiempos estuvo habituado al uso de cannabis, le agradó el sonido de la canción siendo tocada al revés y compartió los resultados con los demás miembros de la banda al siguiente día. Después escribió "Rain", con la intención de que la pieza fuese grabada completamente a la inversa; pero George Martin (quien afirmaba que fue él quien descubrió el efecto invertido) rechazó esto y solamente el verso final quedó al revés.
Los efectos invertidos (voz y otros efectos sonoros en reversa) son a menudo utilizados por los productores.

## Supuesto backmasking

### Mensajes ocultos
En el otoño de 1969, el disc jockey Russell Gibb, recibió una llamada anónima, que dio origen a la leyenda urbana de que Paul McCartney había muerto ", hecho deducible, según él, mediante la reproducción de ciertas grabaciones del grupo al revés, para descubrir mensajes ocultos. Un LP en particular, El álbum Blanco era el señalado de contener estos mensajes. Al final de la canción "I'm So Tired", se escucha un galimatías intencional, que supuestamente al revés versa "Paul is dead man, miss him, miss him, miss him..." (Paul es hombre muerto, lo extraño, lo extraño, lo extraño...) Asimismo, la repetición de palabras "Number nine, number nine, number nine..." (número nueve, número nueve...) que aparecen en la canción "Revolution 9", presuntamente dice a la inversa "turn me on dead man, turn me on dead man..." (Excítame hombre muerto, excítame hombre muerto...), mientras que en la jerigonza de la mitad del disco Sgt. Pepper, supuestamente dice "We will fuck you like supermen" (Te follaremos como superhombres). o "Paul will be back like a superman" (Paul volverá como un superhombre).
Otro ejemplo famoso de presunto backmasking, es el de la canción setentera "Stairway to Heaven" del conjunto de rock Led Zeppelin. Si una parte de la canción es ejecutada a la inversa, supuestamente puede escucharse "Oh here’s my sweet Satan. The one whose little path would make me sad, whose power is Satan. He’ll give those with him 666, there was a little toolshed where he made us suffer, sad satan" (Oh aquí está mi dulce Satán. Aquel cuyo estrecho camino me hiciera triste, cuyo poder es de Satán. Él le dará a aquellos el 666, había un pequeño cobertizo donde él nos hacía sufrir, triste Satán"). Todo ello iba encaminado a establecer unas supuestas relaciones entre el Rock y el Satanismo; sin embargo Swan Song Records (la casa discográfica del grupo), declaró: "Nuestros tocadiscos sólo tocan en una dirección—hacia adelante". Mientras que el vocalista Robert Plant, negó las acusaciones en una entrevista: "Para mi es muy triste, porque 'Stairway To Heaven' fue escrita con la mejor intención y en cuanto a poner al revés las cintas y meter mensajes al final, no es mi forma de hacer música."
Otros artistas acusados de hacer backmasking son: 
AC/DC, 
Amistades Peligrosas, 
Azul Azul, 
Belinda, 
Beyonce, 
Black Oak Arkansas, 
Britney Spears, 
Chayanne, 
My Chemical Romance, 
Coldplay, 
Don Omar, 
The Eagles, 
Eminem, 
Gloria Trevi, 
Gorillaz, 
J. Geils Band, 
Juan Gabriel, 
Judas Priest, 
Kabah, 
La Nueva Banda Timbiriche, 
La Oreja de Van Gogh, 
Linkin Park, 
Luis Miguel, 
Pxndx, 
Prince, 
Los Prisioneros, 
Madonna, Marilyn Manson, 
Nirvana, Noelia, 
OV7, 
Paulina Rubio, 
Piñón Fijo, 
Queen, 
RBD, 
Ricky Martin, 
Rush, 
Selena, 
Shakira, 
Six Pack, 
Soledad Pastorutti, 
Sweet, 
Thalía, 
Tool, 
Xuxa, 
Mónica Naranjo, 
Jay-Z, 
Miranda!, 
Kudai, 
Avril Lavigne, 
Jonas Brothers, 
Miley Cyrus, 
Katy Perry, 
BKN, 
Amango, 
Lady GaGa, 
Paramore, 
Metallica, 
Slipknot, 
Twenty One Pilots.

### Escepticismo
En contraparte, hay quienes dudan de la validez del backmasking, argumentando que una serie de sílabas aleatorias pronunciadas en diversos acentos, pueden ser plácidamente interpretadas como cualquier cosa.
En 1985 los psicólogos John R. Vokey y J. Don Read llevaron a cabo un estudio usando el salmo XXIII de la Biblia, la canción "Another One Bites the Dust" de Queen y varios otros sonidos adaptados para el experimento. Vokey y Read concluyeron: "no pudimos encontrar efecto significativo alguno de los mensajes invertidos sobre el comportamiento de los oyentes, consciente o inconscientemente".

### Persuasión subliminal
Gary Greenwald, un predicador cristiano fundamentalista, afirmaba que los mensajes enmascarados pueden ser escuchados subliminalmente, pudiendo inducir a los oyentes al sexo y el uso de drogas, en el caso específico del rock. Sin embargo, esto no es generalmente aceptado como un hecho.
Después del pavor a los mensajes subliminales de la década de los 50, cuando se popularizó el concepto, muchos negocios han surgido pretendiendo comercializar audio subliminal benéfico. Estas tiendas ofrecen cintas subliminales que supuestamente mejoran la salud del escucha. Sin embargo, no hay evidencia de la efectividad terapéutica de dichas grabaciones.
En 1985, la banda británica de heavy metal Judas Priest fue demandada debido a un pacto suicida cometido por dos estudiantes en Nevada. Uno de ellos sobrevivió, afirmando sus parientes en el litigio, que el álbum de 1978 de Judas Priest "Stained Class", contenía mensajes ocultos. Las palabras "Do it" (Hazlo), eran supuestamente audibles cuando la grabación se examinaba al revés y las letras del material gráfico - S U I - presumiblemente denotaban "suicidio". El caso fue desechado después de que se presentaron evidencias de que los jóvenes habían crecido en un ambiente "violento y depresivo", y después la agrupación demostró que otros absurdos mensajes en reversa podían hallarse sí uno usaba suficiente imaginación. El juez indicó que "la investigación científica presentada no establece que el estímulo subliminal, aún si se percibe, pueda precipitar a una conducta de esta magnitud. Existen otros factores que explican el comportamiento del difunto, independientemente del estímulo subliminal". Los miembros de Judas Priest también comentaron que si ellos quisieran insertar órdenes subliminales en su música, haciendo morir a sus fanes, era contraproducente y que en dado caso preferirían introducir el mandato "Compra más de nuestros discos".
La conclusión hecha por Vokey y Read en el estudio descrito arriba, fue que si el backmasking efectivamente existía, era ineficaz. Sus voluntarios tuvieron problemas aún percibiendo la frase enmascarada, no fueron capaces de diferenciar el tipo de mensaje contenido (fuese cristiano, satánico o comercial) y no mostraron inducción de comportarse de alguna forma particular como resultado de haber estado "expuestos" a la locución camuflada. Debido a esta investigación, Vokey y Read fueron requeridos como testigos expertos en el anteriormente mencionado proceso judicial.

## Backmasking intencional
Muchos músicos han grabado deliberadamente mensajes invertidos en sus canciones. Sus propósitos han sido eludir la censura, hacer declaraciones artísticas o sociales, o divertirse a costa de las críticas. Algunas agrupaciones, efectivamente, han hablado en favor del satanismo o la violencia usando backmasking. A diferencia de los supuestos mensajes hacia atrás involuntarios, los cuales resultan de reproducir en reversa las canciones, los mensajes premeditados aparecen a menudo como ruido ininteligible cuando se escuchan en la dirección habitual.

### Primeros backmasking
El backmasking fue usado por Frank Zappa en sus primeros álbumes para prevenir la censura. El disco We're only in it for the Money (1968), contiene el siguiente mensaje oculto al final del lado A: "Better look around before you say you don't care/Shut your f****ng [censurado en el original] mouth 'bout the length of my hair/how would you survive/if you were alive/shitty little person?" (Mejor mira alrededor antes de decir que no te importa/Cierra tu put* boca [para hablar] sobre el largo de mi pelo/cómo sobrevivirías/si estuvieras vivo/insignificante personita de mierda?). Esta profanidad de la canción "Mother People", no fue permitida por el editor musical, así que Zappa editó el verso (así como también la palabra "f****ng", irónicamente), poniéndolo al revés e insertándolo en otra parte dentro del álbum como una "canción" llamada "Hot Poop."

### Mensajes violentos y diabólicos
Gran parte de la controversia sobre el backmasking es resultado de los mensajes satánico en la música heavy metal.
El álbum Hell Awaits de Slayer es un prominente ejemplo de mensajes satánicos ocultos. El disco inicia con una voz demoníaca que, cuando es invertida, dice "Join Us" (Únetenos), una y otra vez a incrementos de volumen. El grupo británico de NWOBHM procedente de Newcastle Venom, en su canción In League With Satan de su primer disco "Welcome to Hell" puede escucharse al principio de esta una frase completa que fue grabada al revés, la frase dice algo como "I'm gonna burn your soul" -voy a quemar tu alma-. La canción "Dinner at Deviants Palace" de Cradle of Filth, consiste casi completamente de sonidos ambientales y una lectura en reversa del padre nuestro (el ser capaz de decir el padre nuestro al revés, era percibido en la Edad Media como un signo de hechicera).
Algunas de las polémicas tratan de canciones que no son necesariamente satánicas, sino anticristianas. El álbum Transilvanian Hunger de la banda de Black metal Darkthrone, contiene un mensaje al revés que dice "In the name of God, let the churches burn" (En el nombre de Dios, que los templos ardan).
La canción "Mysterium Iniquitatis" del grupo Christian Death, está casi completamente al revés y al ser invertida, expresa creencias antirreligiosas.
Finalmente, algunos backmasking son controversiales por sus temáticas violentas. En Born Dead, un álbum de 1994 de la banda Body Count, hay un mensaje invertido en la canción "Killing Floor": "Body Count, motherfucker. Burn in hell!" (Número de muertos, hijo de p**a. Arde en el infierno). El grupo finés Turmion Kätilöt, en su EP Niuva 20, insertaron deliberadamente un mensaje inverso con "voz robótica" a la mitad de la segunda canción, "Kirosana" ("profanidad"), que dice "Raiskatkaamme tämä helvetillinen maanpäällinen taivas. Siinä sinulle elämän tarkoitus" (más o menos traducido como "Déjenos violar este paraíso infernal en la tierra. Allí está tu significado de vida").
El videoclip de la canción "Tumbas de la Gloria" de Fito Páez muestra una obsesión por hablar con los muertos, pero no sabemos con quiénes quiere hablar. Para saberlo, Fito Páez grabó en los últimos segundos de la canción unas palabras que no se entienden al derecho; pero cuando la ponemos al revés la última parte, menciona a tres músicos ya difuntos: Sid Vicious, Jim Morrison y Jimi Hendrix.

### Aseveraciones políticas y sociales
Los mensajes camuflados han sido también usados como manifestación de posturas. En el álbum Amused to Death de Roger Waters, este adrede grabó un mensaje en reversa donde criticaba el filme 2001: A Space Odyssey del director Stanley Kubrick, quien había rehusado que Waters usara un sonido de la película. Está ubicado sobre la tercera pista, "Perfect Sense Part 1". Allí dice, "Julia, however, in light and visions of the issues of Stanley, we have changed our minds. We have decided to include a backward message, Stanley, for you and all the other book burners" (Julia, sin embargo, vista y considerando la posición de Stanley, hemos cambiado de opinión. Hemos decidido incluir un mensaje oculto, Stanley, para ti y los demás arruina libros).
En el álbum The Wall de Pink Floyd, hay un mensaje intencional a mitad de la canción "Empty Spaces": "Hello, hunter(s)...congratulations. You've just discovered the secret message. Please send your answer to Old Pink, care of the funny farm, Chalfont...Roger! Carolyn's on the phone! Okay" (Hola, cazador(es)...felicidades. Has(n) descubierto el mensaje secreto. Por favor envía tu respuesta al "Viejo Pink", con destino a la casa de locos, Chalfont...Roger! Carolina está al teléfono! De acuerdo). Se cree que este mensaje oculto es una referencia cómica al anterior vocalista Syd Barrett. Roger Waters felicita por haber encontrado este mensaje y bromea sobre que pueden mandar su respuesta a Syd (el 'Viejo Pink'), quien vive en algún lugar de Chalfont (el 'manicomio' de Chalfont). Antes de que él pueda decir la ubicación precisa, es interrumpido por alguien que dice que Carolyn (la esposa de Waters) está al teléfono.
Muchos mensajes invertidos son parodias haciendo burla de la polémica. Unos cuantos músicos de rock cristiano en la década de 1980, incluyeron deliberados backmasking con mensajes evangélicos, como una alegre burla de la preocupación del uso de esta técnica—preocupación que fue a menudo promovida por los mismos evangelistas conservadores, quienes también atacaron al rock cristiano. La agrupación cristiana Petra, en su canción "Judas Kiss," introdujo el mensaje "What are you looking for the devil, when you ought to be looking for the Lord?" (¿Por qué buscas al demonio, cuando debes estar en busca del Señor?). Otro músico cristiano, Randy Stonehill, incluyó el mensaje camuflado "He shall reign forever" (El reinará por siempre), en su canción "Rainbow." La agrupación cristiana de heavy metal Stryken (no confundir con Stryper), puso una etiqueta preventiva en su álbum para advertir a los escucha que el disco contenía numerosos mensajes ocultos, incitando al oyente a aceptar a Jesucristo como su salvador.
En 1981, los miembros de Styx fueron acusados de poner un mensaje al revés, que, según dicen, versaba "Satan move through our voices" (Satanás se mueve por nuestras voces) o "Satan moves the horses" (Satanás mueve los caballos), en la canción "Snowblind", del disco Paradise Theatre. Esto incitó a la banda a crear el concepto del álbum Kilroy Was Here, el cual trata de un grupo imaginario llamado "Majority for Musical Morality", que declara ilegal la música rock. Una pegatina en la cubierta del disco contiene el mensaje, "By order of the Majority for Musical Morality, this álbum contains secret backward messages" (Por orden de la Mayoría por la Moralidad Musical, este álbum contiene mensajes secretos). Una canción, "Heavy Metal Poisoning", en efecto contiene un backmasking en idioma latín "Annuit Cœptis, Novus Ordo Seclorum" – parte del Sello de Estados Unidos, el cual rodea la pirámide que está al reverso de los billetes de un dólar.
Otros artistas también se han burlado de sí mismos o de los críticos por medio del backmasking. En la canción "Several Species of Small Furry Animals Gathered Together in a Cave and Grooving with a Pict", del álbum Ummagumma de Pink Floyd, alguien dice, "That was pretty avant-garde, wasn't it?" (Eso fue bastante vanguardista, ¿no?)
La banda electro Mindless Self Indulgence, cuyo disco Frankenstein Girls Will Seem Strangely Sexy, contiene una canción llamada Backmask (warning!) que incluye la letra [en reproducción normal] "Play that record backwards/ Here's a message yo for the suckas/ Play that record backwards/ And go fuck yourself." (Toca ese disco al revés/ Aquí hay un mensaje ¡ihu! para los bobos/ Toca ese disco al revés/ Y jódete tú mismo). Cuando se voltea, se puede oír claramente "Clean your room/ Do your homework/ Don't stay out too late/ Eat your vegetables/ Put away your toys/ Don't sit too close to the TV/ Get dressed for church" (Limpia tu habitación/ Haz tu tarea/ No salgas tarde/ Come tus vegetales/ Guarda tus juguetes/ No te sientes muy cerca de la TV/ Vístete para ir a la iglesia). Un famoso mensaje a la inversa viene en el intro de una pieza instrumental de la Electric Light Orchestra llamada 'Fire on High', donde una misteriosa voz profunda, en reversa dice "The music is reversible, but time is not, turn back! Turn back! Turn back!" (La música es reversible, pero el tiempo no, regresa! regresa! regresa!; al parecer Jeff Lynne molesto por la histeria del backmasking, después de haber sido acusado de falsos argumentos satánicos en contra de su canción 'Eldorado' por fundamentalistas cristianos que llegaron hasta el Congreso, fue lo que incitó a que respondiera con el disco Secret Messages en 1983. Otro mensaje satírico fue el que grabó Ozzy Osbourne en su álbum No Rest for the Wicked. El título "Bloodbath in Paradise," cuando se toca al revés, contiene "Your mother sells whelks in Hull" (Tu madre vende mariscos en el barco)- aparentemente una parodia del filme El exorcista, en la cual la niña poseída grita "Your mother sucks cocks in hell" (Tu madre chupa pollas en el infierno). El mensaje parece estar relacionado con un litigio anterior contra Ozzy, tocante a supuestos mensajes subliminales en su disco Blizzard of Ozz.
Dos canciones de "Weird Al" Yankovic, emplean backmasking intencional; sólo una de las dos tiene una referencia particular demoníaca (a pesar de estar hecha en tono de burla). En "Nature Trail to Hell", del álbum "Weird Al" Yankovic in 3-D, Al expone que "Satan eats Cheez Whiz" (Satán come Cheez Whiz), una referencia a los supuestos mensajes de "Stairway to Heaven". Más tarde, en "I Remember Larry" del disco Bad Hair Day, Al ligeramente reprende al oyente, comentando, "Wow, you must have an awful lot of free time on your hands" (¡caray!, has de tener un espantoso tiempo libre en tus manos). El álbum The Amazing Jeckel Brothers sacado por Insane Clown Posse en el 2000, contiene backmasking intencionado. La canción "Everybody Rise" incluye un galimatías al final de la pista, que al ser puesta en reversa, revela que es el mismo Violent J diciendo "If you flipped this message, cuz you think there's some secret message, there ain't shit!" (Si tu has dado vuelta a este mensaje, es porque piensas que hay algún recado secreto, no hay tal mierda!).
Illya Kuryaki and the Valderramas hicieron algo similar en la canción Amor Malvón, cuando aproximadamente a los 2'12" se emplea el backmasking intencionado. Al colocarse en reversa, el audio permite oír "¿Qué das vuelta la cinta, boludo?".
CHC en su disco La Cosa, se burla de los mensajes subliminales, poniendo casi al final del tema 4, un sonido ininteligible. Al darse vuelta, se puede escuchar una voz distorsionada diciendo "CHC te obliga a adorar al Príncipe de las Tinieblas". Sebastián Silva aseguró "Para que se rumoree que (el álbum) viene con un mensaje…".
En el episodio de Los Simpson, New Kids on the Blecch, Bart, Milhouse, Nelson y Ralph se unen a una banda. Sus videos musicales están compuestos por imágenes militares y un grupo de bailarinas árabes, que recitaban la frase: "Yvan Eht Nioj." Lisa descubre que la locución dice al revés "Join the Navy" (Únete a la marina) que inconscientemente ayudaba a la marina a reclutar nuevos miembros. En otro episodio, la estrella invitada Paul McCartney le dice a Lisa (quien se había vuelto vegetariana) que tocando su canción "Maybe I'm Amazed" al revés, descubriría una receta para una sopa de lentejas "formidable". Más tarde en el mismo episodio, dicha canción es tocada durante los créditos, sobre la cual un mensaje inverso es añadido, incluyendo la sentencia, "Oh, by the way, I'm still alive" (Oh, a propósito, aún estoy vivo).
La película Beavis y Butt-Head recorren América, tiene una escena donde Beavis y Butt-Head alucinan, oyéndose voces de fondo. La banda sonora, en reversa, tiene una parte donde dos personajes dicen frases como "Everybody go to college, study hard, study hard" (Todos vayan al colegio, estudien con temple).
En la película de Adam Sandler Little Nicky, un personaje intenta demostrar que hay un mensaje satánico oculto en un álbum de Ozzy Osbourne. En este punto, el personaje principal - uno de los hijos del demonio, caracterizado por Sandler - dice que Ozzy fue siempre honesto con sus mensajes acerca del diablo. Enseguida de esto, coloca un disco de Chicago y revela que claramente dice al revés: "I command you in the name of Lucifer to spread the sin of hatred across the world" (Te ordeno en el nombre de Lucifer esparcir el pecado de odio por todo el mundo). En algunas versiones el mensaje es "I command you in the name of Lucifer, to spread the blood of the innocents" (Te ordeno en el nombre de Lucifer esparcir la sangre de los inocentes).
El episodio de Red Dwarf llamado "Backwards", contiene muchos ejemplos de locución al revés, la mayoría de los cuales coinciden con los subtítulos explicándolos, con una notoria excepción.

### Backmasking artístico
El backmasking ha sido también usado artísticamente. En las porciones instrumentales del título "Starálfur," de la banda Sigur Rós, tiene sonidos similares ocultos. Korn usó backmasking en su interludio "Am I Going Crazy" del cuarto álbum Issues. Es una pequeña pieza de menos de un minuto de duración, sin la distorsión de guitarras o el tamborileo duro típico de la banda. Cuando es escuchada al revés, la canción suena casi exactamente igual, excepto que las palabras "It's the same thing" (Es la misma cosa) se vuelven audibles. 
Madonna, usó el backmasking en su álbum de 1989 Like a Prayer, en la última pista, Act of contrition, en donde ocupa la percusión y los coros góspel de la primera pista del álbum, Like a prayer, además de un solo de guitarra en reversa como parte de la instrumentación de la canción. 
Aunque no es realmente backmasking, parte de la canción "Move On" de David Bowie, al ser reproducida en reversa, es otra de sus canciones anteriores llamada "All The Young Dudes". Bowie afirmó que: "Estuve jugando con unas viejas cintas mías en un Revox, y accidentalmente puse uno al revés y pensé que era hermoso. Sin escucharla como era originalmente, lo grabamos nota por nota en sentido invertido".
Los Stone Roses crearon la canción "Don't Stop" de su álbum debut homónimo, reproduciendo el demo de otra canción, "Waterfall", al revés y después añadiendo letras que ellos pensaban encajaba con el sonido de la pieza. En el cuarto disco de Enigma, The Screen Behind the Mirror, la canción "Camera Obscura" contiene secciones de trozos cantados en reversa de la propia de Andru Donalds "Modern Crusaders". Hacia el final de "Camera Obscura", un patrón simétrico surge en el punto culminante, como si se invirtiera dentro de la acumulación del mismo clímax, creando una atmósfera caótica.
En el 2002, los Boards of Canada, sacaron su disco Geogaddi, que contiene una canción titulada "Dandelion". El punto central de la pieza es una muestra de la voz de Leslie Nielsen de un video educacional de la década de los 70, pero la música en el fondo es, en efecto, una melodía revertida. Adicionalmente, la canción "A Is To Be As B Is To C", también de Geogaddi, contiene la frase "I've been gone about a week...", que puede ser escuchada en ambos sentidos, siendo esto un verdadero audio palíndromo.
"Announcement Service Public" de Linkin Park, tiene una grabación en reversa del cantante Chester Bennington gritando "You should brush your teeth and you should wash your hands!" (Deberías lavarte los dientes y lavar tus manos). La canción "P5hng Me A*wy" del álbum Reanimation, también tiene una parte con backmasking que consiste de dos de los versos de la canción.
El exitoso sencillo de Utada Hikaru "Passion", tiene varias partes con backmasking, diciendo "I need more affection than you know." Junto a esta frase, al inicio de la versión inglesa de Passion (Sanctuary), hay un verso que es casi completamente en reversa, que dice "So many ups and downs" y "I need true emotions".
La canción Pornography de The Cure comienza con un extracto camuflado de un presentador de la BBC conduciendo.
Prince usó backmasking en su álbum Purple Rain al final de la canción "Darling Nikki". Esa parte dice "Hello, how are you? I'm fine because I know that the lord is coming soon, coming, coming soon. Ha ha ha ha ha" (Hola, ¿Cómo estas? Yo bien porque sé que el Señor vendrá pronto, vendrá, vendrá pronto. Ha ha ha ha ha).
El programa 31 minutos frecuentemente hace uso de canciones, las cuales aparecen en discos de estudio oficiales. En el álbum 31 canciones de amor y una canción de Guaripolo aparece una canción llamada "Severla" (al revés); toda la letra está escrita y cantada al revés, lo curioso es que en su vídeo musical, el cual está dirigido por un tal "Rotcerid" (director), la cantan unas momias en un paisaje egipcio, lo que induce a pensar que está cantada en alguna lengua de medio oriente. En el disco homónimo al final se oye un mensaje al revés que dice "yo enteré a Tulio" en parodia al supuesto mensaje contenido en un disco de los Beatles.

### El backmasking como censura
El backmasking es frecuentemente usado para censurar palabras y frases consideradas como inapropiadas para la radio y presentaciones de discos. Esta práctica es comúnmente aplicada en la música rap. Un ejemplo particularmente común es la palabra "shit" (mierda), siendo enmascarada para sonar como "ish". Como resultado, "ish" se ha vuelto un eufemismo para "shit". Un ejemplo de backmasking usado como censura está presente en el álbum, "Better Dayz" de 2pac, donde todas las blasfemias, referencias a droga, violencia y aún los nombres de ciertos raperos son "maquillados".